# Jon Huntsman
Jon Meade Huntsman, Jr (Redwood City, Califòrnia, 26 de març de 1960), empresari, diplomàtic i polític estatunidenc pertanyent al Partit Republicà. Va ser governador de l'Estat de Utah.
En 2012 va ser precandidat a la postulació presidencial per a les eleccions de novembre, però va renunciar a la precandidatura a mitjans de gener, donant-li el seu suport a Mitt Romney.